# Черноиванов, Александр Сергеевич
Алекса́ндр Серге́евич Черноива́нов (7 ноября 1951, Усатово — 27 июня 2022, Волгоград) — российский тренер по боксу. Старший тренер сборных команд Волгоградской области и Российской Федерации, личный тренер ряда титулованных российских боксёров, таких как Игорь Кшинин, Алексей Степанов, Олег Комиссаров, Евгений Романов, Сергей Лопатинский и др. Заслуженный тренер России (1993).
С 1 января 2018 года и до конца жизни — главный тренер сборной команды России по боксу среди женщин, утверждён в должности приказом Минспорта 30 марта 2018 года.

## Биография
Александр Черноиванов родился 7 ноября 1951 года в селе Усатово Краснокутского района Саратовской области. Впоследствии переехал на постоянное жительство в город Волгоград, где в 1973 году окончил Волгоградский государственный институт физической культуры (кафедра теории и методики бокса и тяжёлой атлетики).
Вёл занятия в секции бокса при Волгоградском профессионально-техническом училище № 8. Начиная с 1999 года более десяти лет работал старшим тренером в сборной команде Российской Федерации по боксу. Старший тренер сборной команды Волгоградской области по боксу. Главный тренер и многолетний член тренерского совета Федерации бокса Южного федерального округа.
За долгие годы тренерской работы подготовил много талантливых спортсменов, добившихся успеха на международной арене. Один из самых известных его учеников — заслуженный мастер спорта Игорь Кшинин, чемпион Европы, бронзовый призёр Игр доброй воли, четырёхкратный чемпион России, обладатель Кубка России, участник летних Олимпийских игр в Атланте. Другой его воспитанник — мастер спорта международного класса Алексей Степанов, серебряный призёр чемпионата мира, серебряный призёр Игр доброй воли, обладатель Кубка России. Под руководством Черноиванова тренировался мастер спорта международного класса Олег Комиссаров, серебряный призёр чемпионата Европы, обладатель Кубка мира. Его подопечным был чемпион России, мастер спорта международного класса Евгений Романов.
За выдающиеся достижения на тренерском поприще в 1993 году Александр Черноиванов удостоен почётного звания «Заслуженный тренер России».
Заслуженный работник физической культуры Российской Федерации.
Скончался 27 июня 2022 года в Волгограде.